# タビラクチ
タビラクチ（学名：Apocryptodon punctatus）は、スズキ目・ハゼ科に分類される魚の一種。西日本、韓国、台湾に分布し、沿岸部の干潟に生息する底魚。

## 分布と生息地
三重県以西の太平洋、舞鶴湾などの日本海、有明海、八代海、瀬戸内海に分布し、泥底や干潟に生息する。

## 形態
体長6cm。体色は淡褐色で、体側に暗色斑が複数並ぶ。口が大きく、下顎は上顎より短い。左右の腹鰭は吸盤状となる。鰭棘は長く伸びない。

## 生態
テッポウエビ類の生息孔内に潜み、満潮時に出てくる姿が見られる。軟泥表面の珪藻類を主に食べる。産卵期は5月から7月。生後約2年ほどで成体となる。

## 利用
日本では食用とはされていない。

## 保全状態評価
絶滅危惧II類 (VU)（環境省レッドリスト）
日本各地において、埋め立てや護岸工事、水質汚濁、土砂の流入、底質の有機汚染などにより生息環境は悪化している。環境省のレッドリストにより、絶滅危惧II類に指定されている。